# Dia Nacional da Visibilidade Lésbica

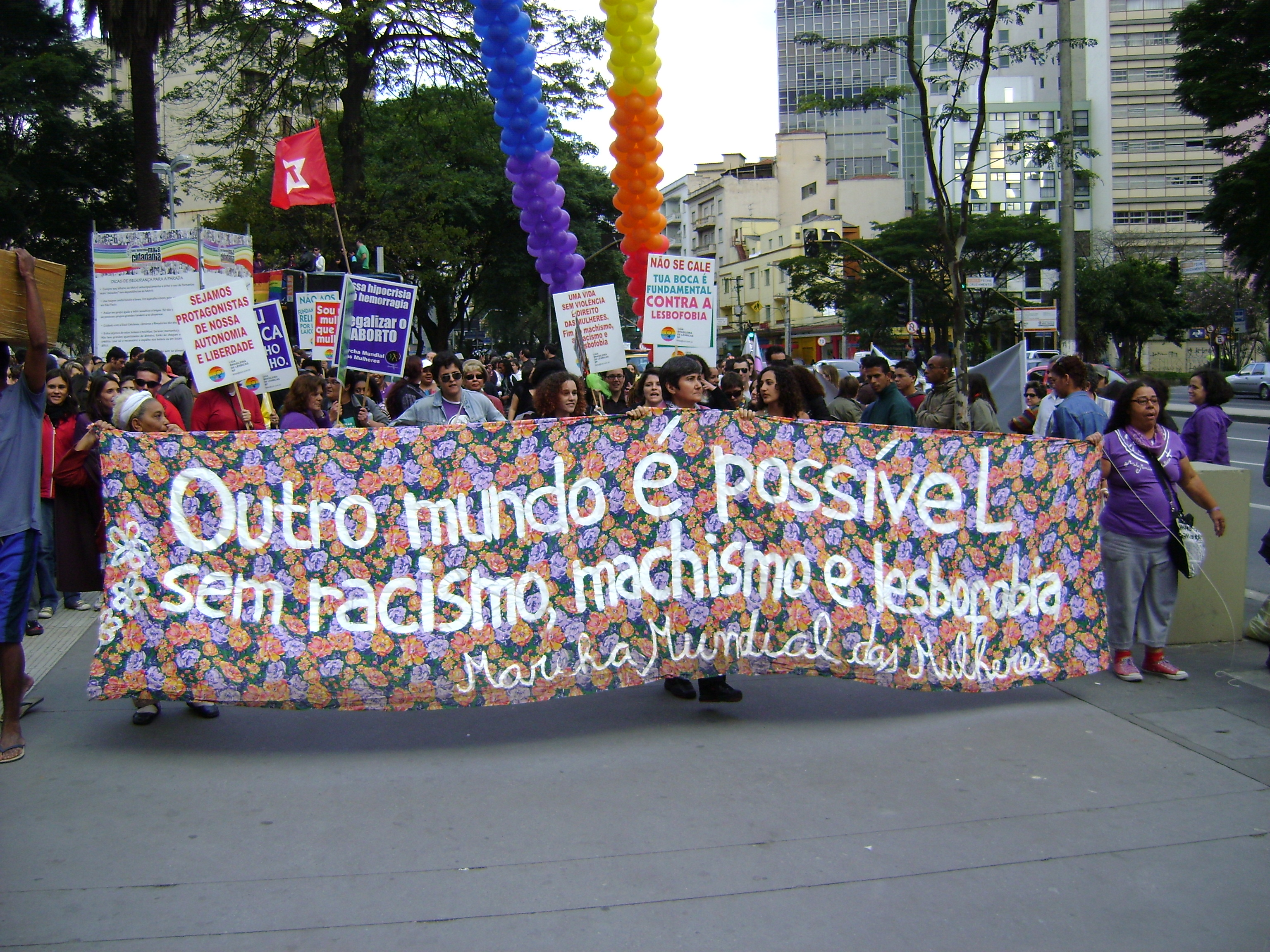
Caminhada Lésbica de 2009, em São Paulo

O Dia Nacional da Visibilidade Lésbica é uma data estabelecida no Brasil, criada por ativistas lésbicas brasileiras e dedicada à data em que aconteceu o 1º Seminário Nacional de Lésbicas (Senale), ocorrido em 29 de agosto de 1996.
Neste dia, as ações são coordenadas pela ABL - Articulação Brasileira de Lésbicas, ABGLT, Liga Brasileira de Lésbicas, Rede Afro LGBT, Rede de Lésbica Negras (Candace), Sapatá, Núcleo de Gênero e Sexualidade da Universidade Estadual da Bahia, Núcleo de Pesquisas em Sexualidade da Universidade Federal do Tocantins e Secretaria de Estado de Políticas para as Mulheres, Igualdade Racial e Direitos Humanos.
Em 2003, por ocasião da morte da ativista lésbica Rosely Roth, houve ainda a iniciativa de consagrar o dia 19 de agosto como Dia Nacional do Orgulho Lésbico. Nesse dia em 1983, ativistas lésbicas lideradas por Rosely e acompanhadas de participantes de outros movimentos sociais ocuparam o Ferro's Bar em São Paulo, em resposta a agressões lesbofóbicas ocorridas algumas semanas antes. Lésbicas lutavam pela permissão da venda de um jornal do Grupo Ação Lésbica Feminista (GALF), chamado “Chanacomchana”, que debatia temas como legalização do aborto, relacionamentos entre mulheres, maternidade e perseguição da PM.
Em nota pública, a Comissão de Direitos Humanos e Minorias - CDHM disse que o dia deve lembrar a "O Dia Nacional da Visibilidade Lésbica marca um momento de lutas e resistência. A histórica discriminação das pessoas LGBT, materializada muitas vezes em assassinatos, agressões físicas e verbais tem limitado acesso aos direitos.(...) A ausência de políticas incisivas de combate ao chamado “estupro corretivo”, motivado pela intenção lesbofóbica de corrigir a sexualidade das lésbicas, e a invisibilização das mulheres lésbicas mesmo quando os debates LGBTQIA+ estão em voga, são questões que merecem atenção especial e batalhas por transformação".

## Visibilidade lésbica

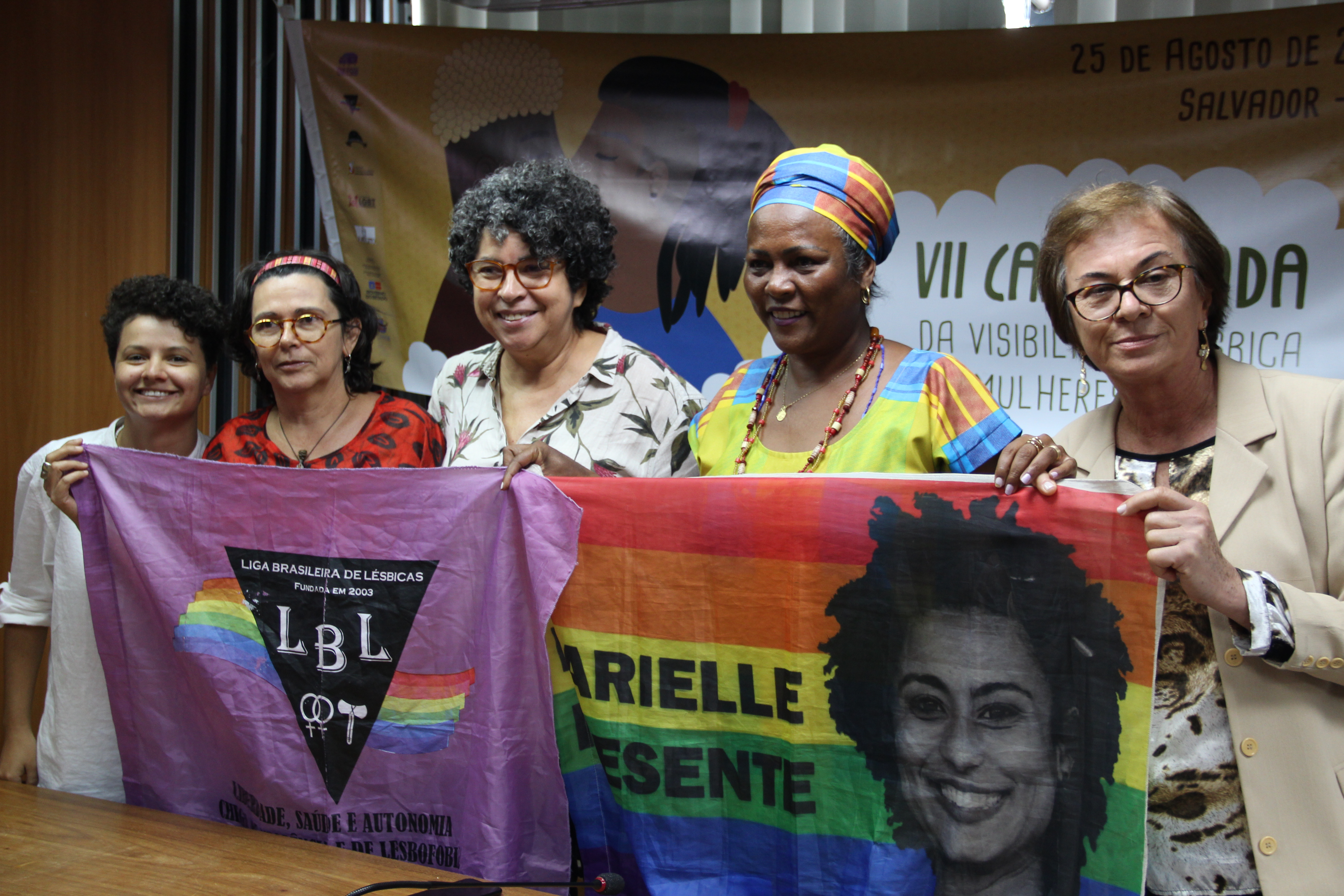
Audiência visibilidade Lésbica, Bahia, 2019.
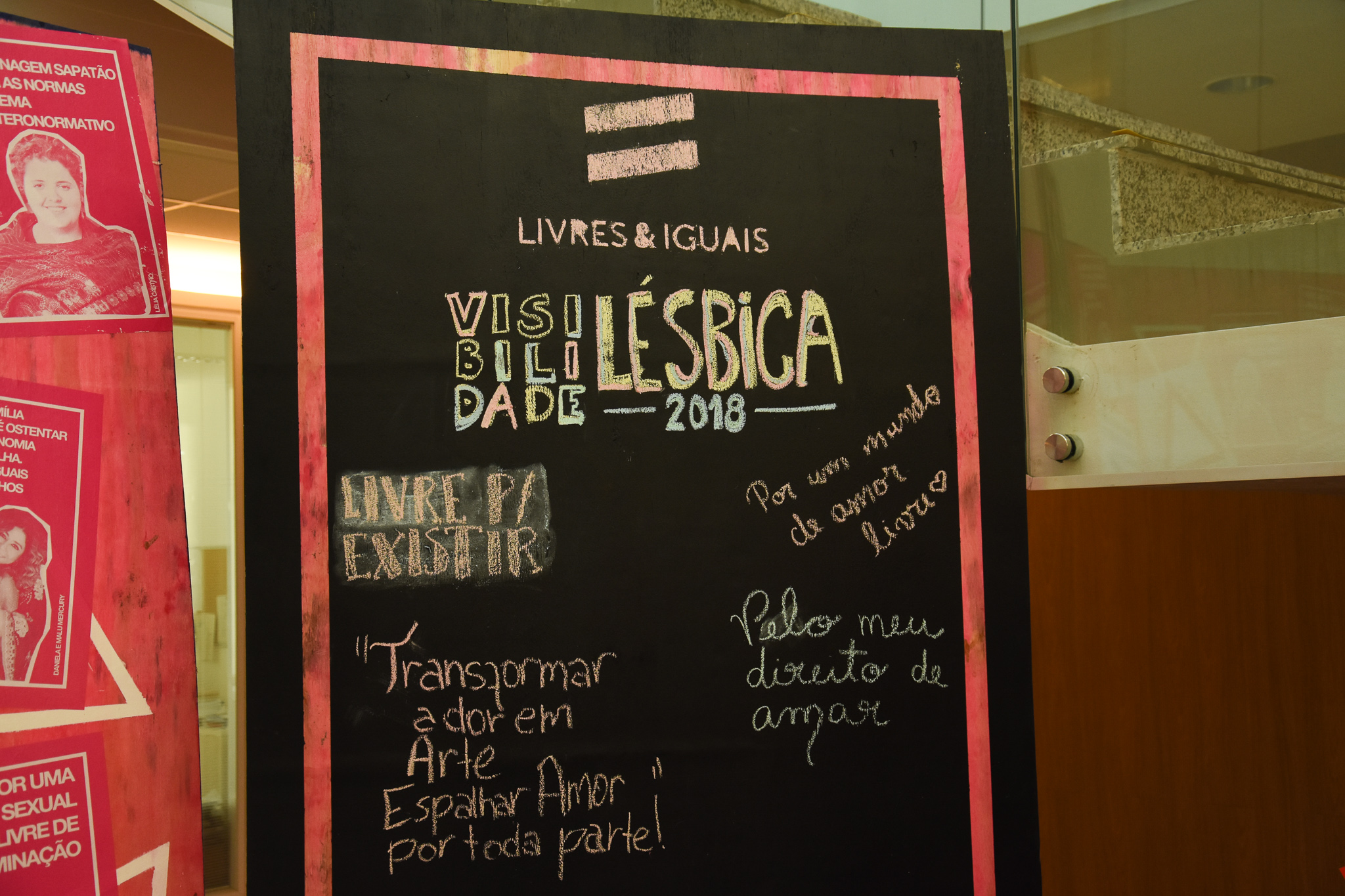
Campanha da ONU, Livres & Iguais: "O Corpo é nosso: direitos sexuais e reprodutivos de mulheres lésbicas", 2018.
Campanha da ONU, Livres & Iguais: "O Corpo é nosso: direitos sexuais e reprodutivos de mulheres lésbicas", 2018.
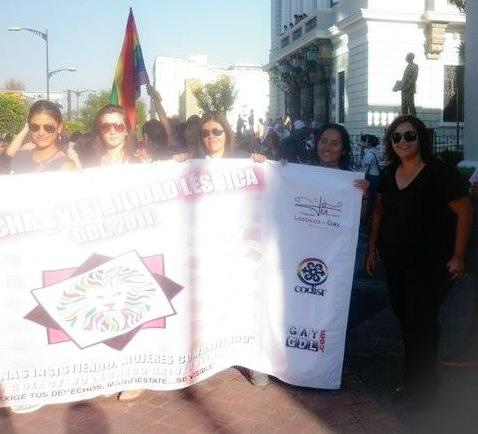
Primera Marcha Lésbica de Guadalajara.
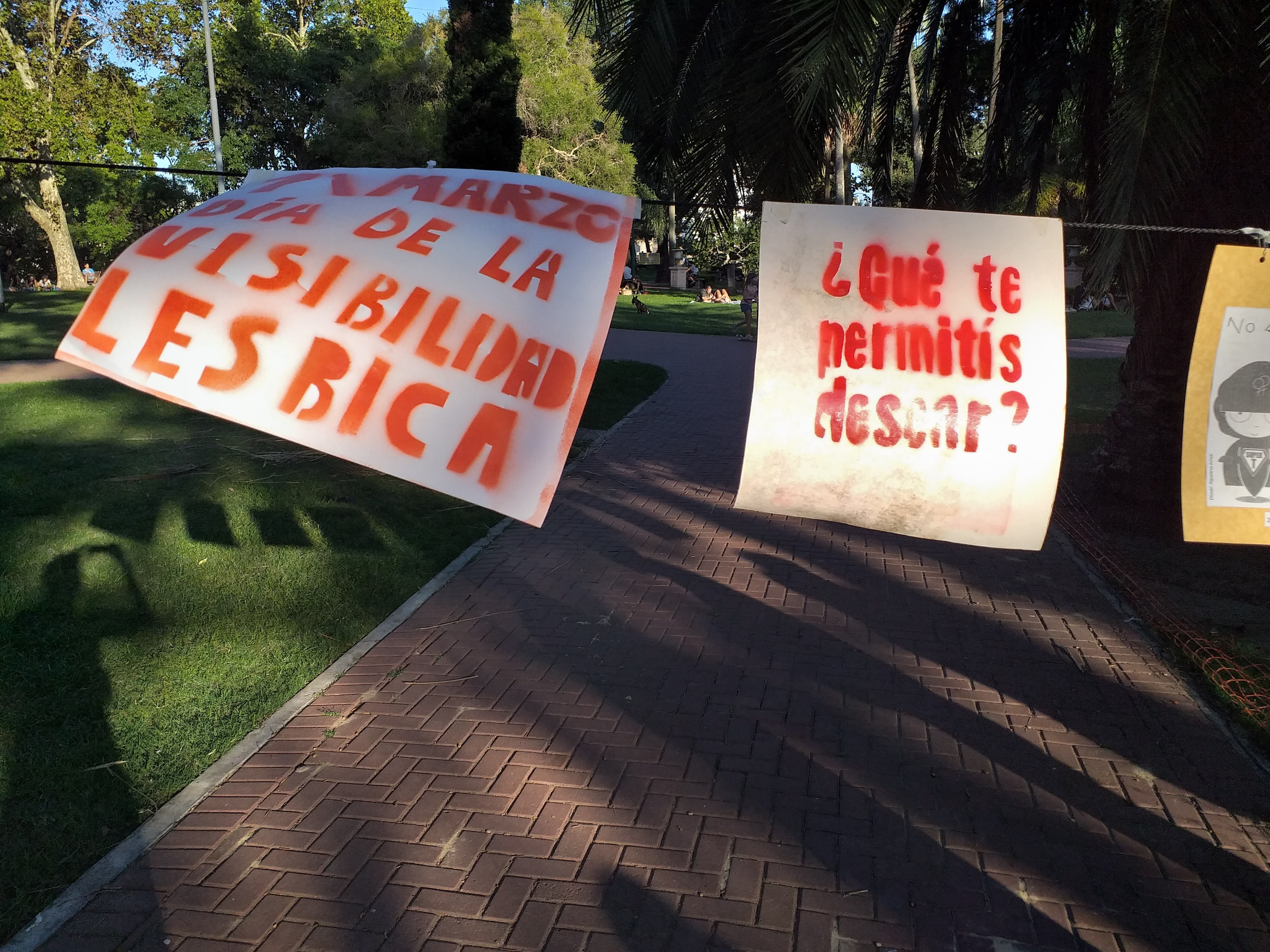
Dia da visibilidade lésbica, Argentina, 2022.
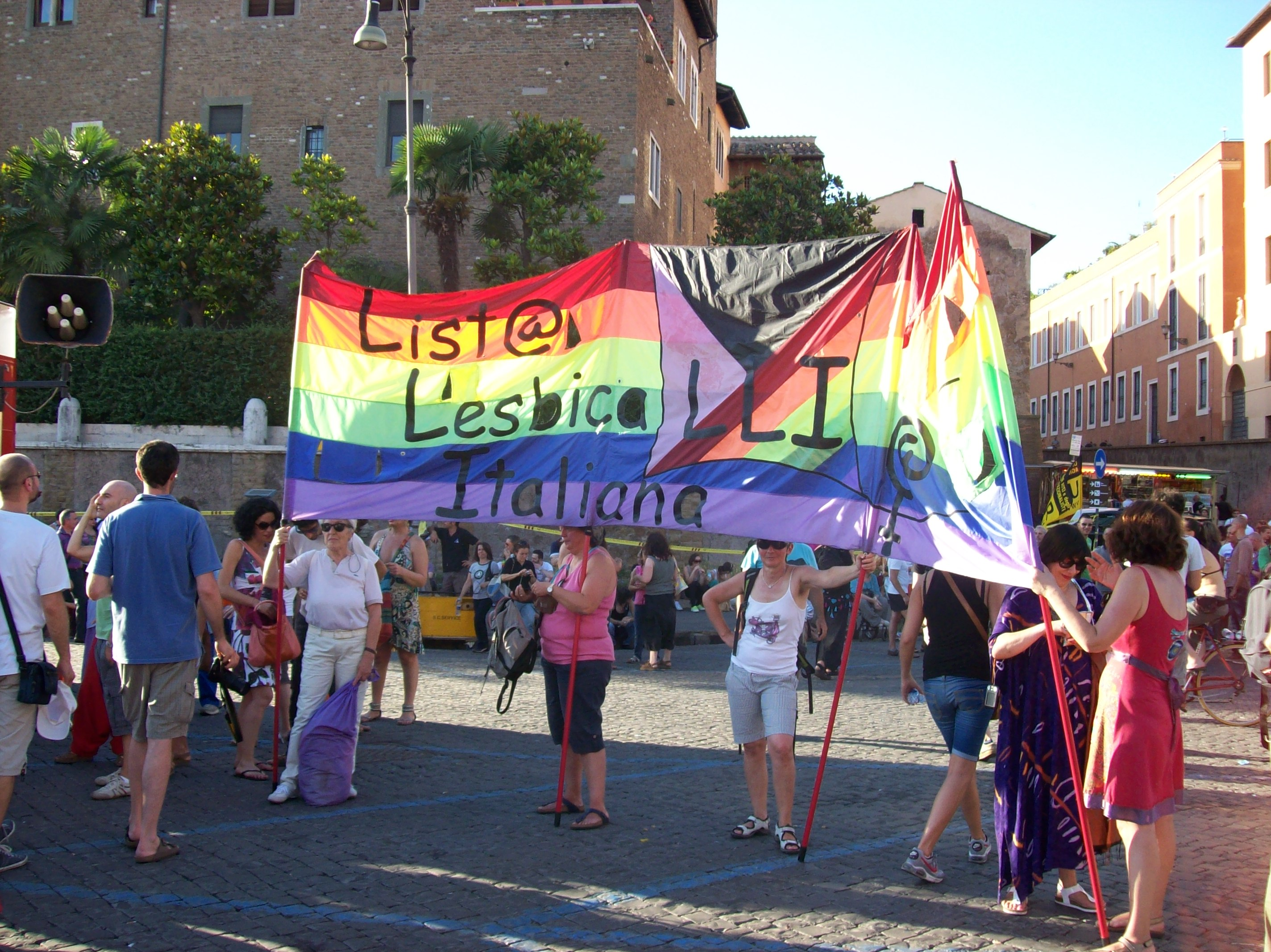
Marcha lésbica em Roma, 2012.
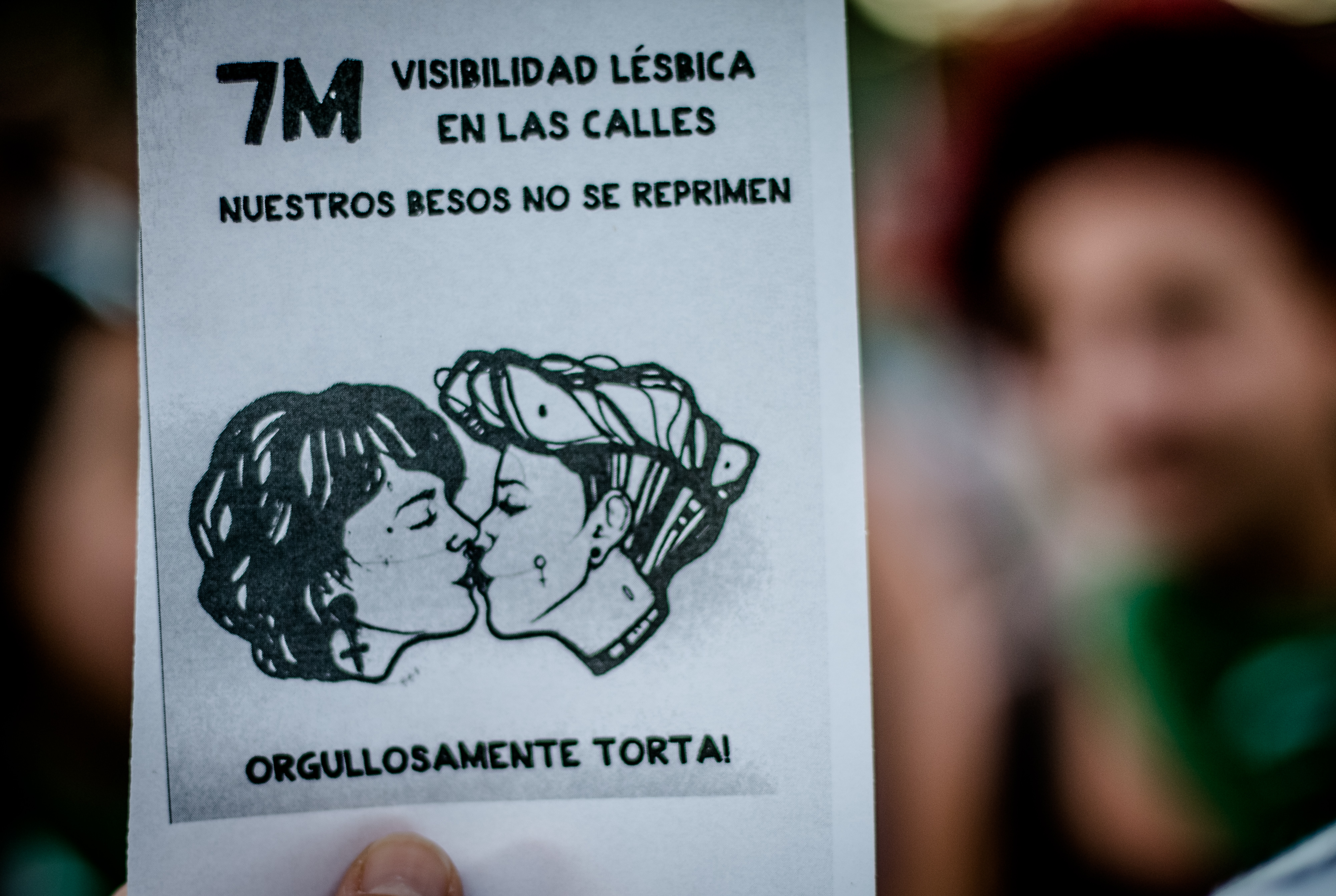
Folheto visibilidade lésbica de Calles.
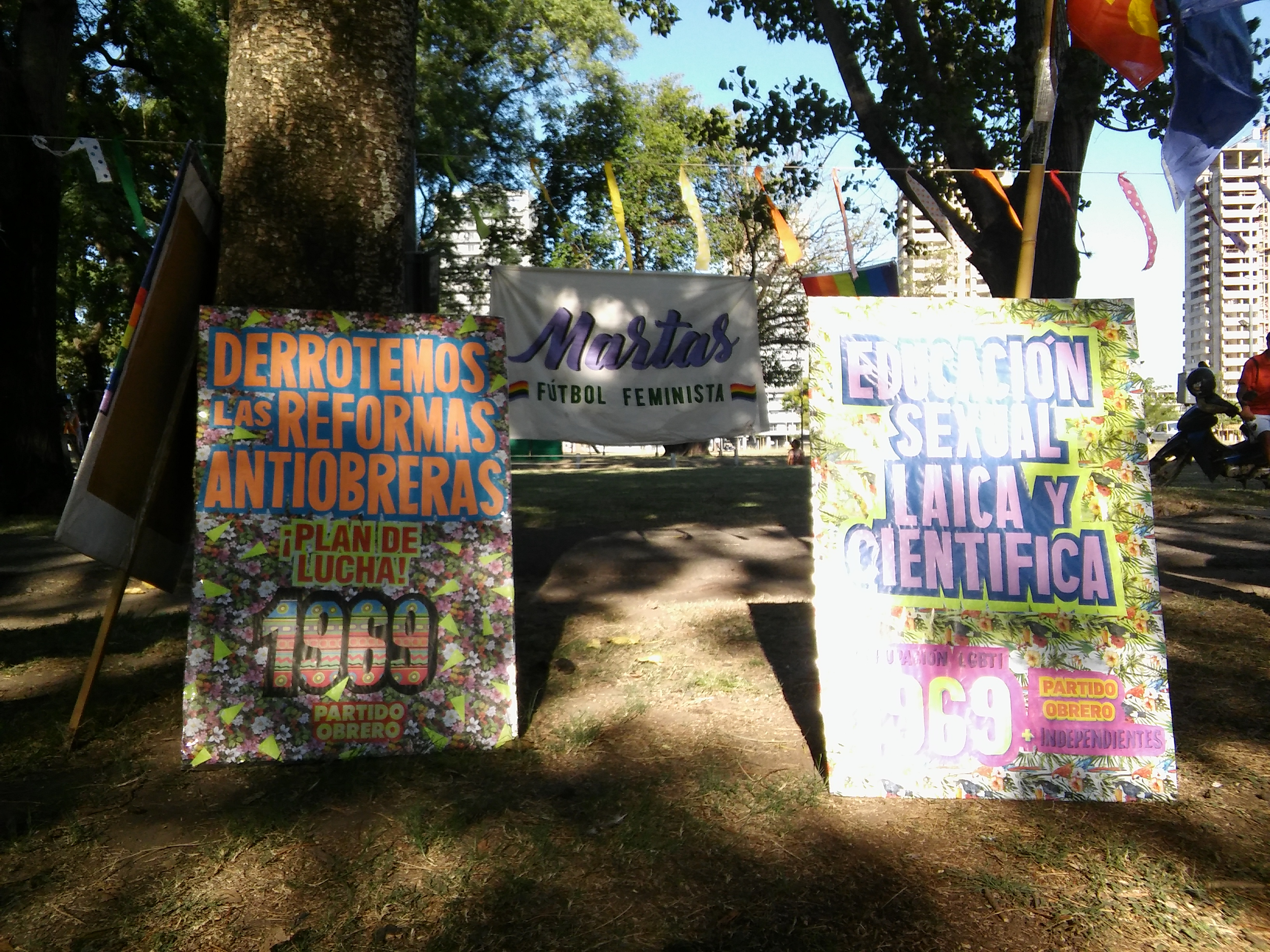
Visibilidade lésbica em Santa Fé.
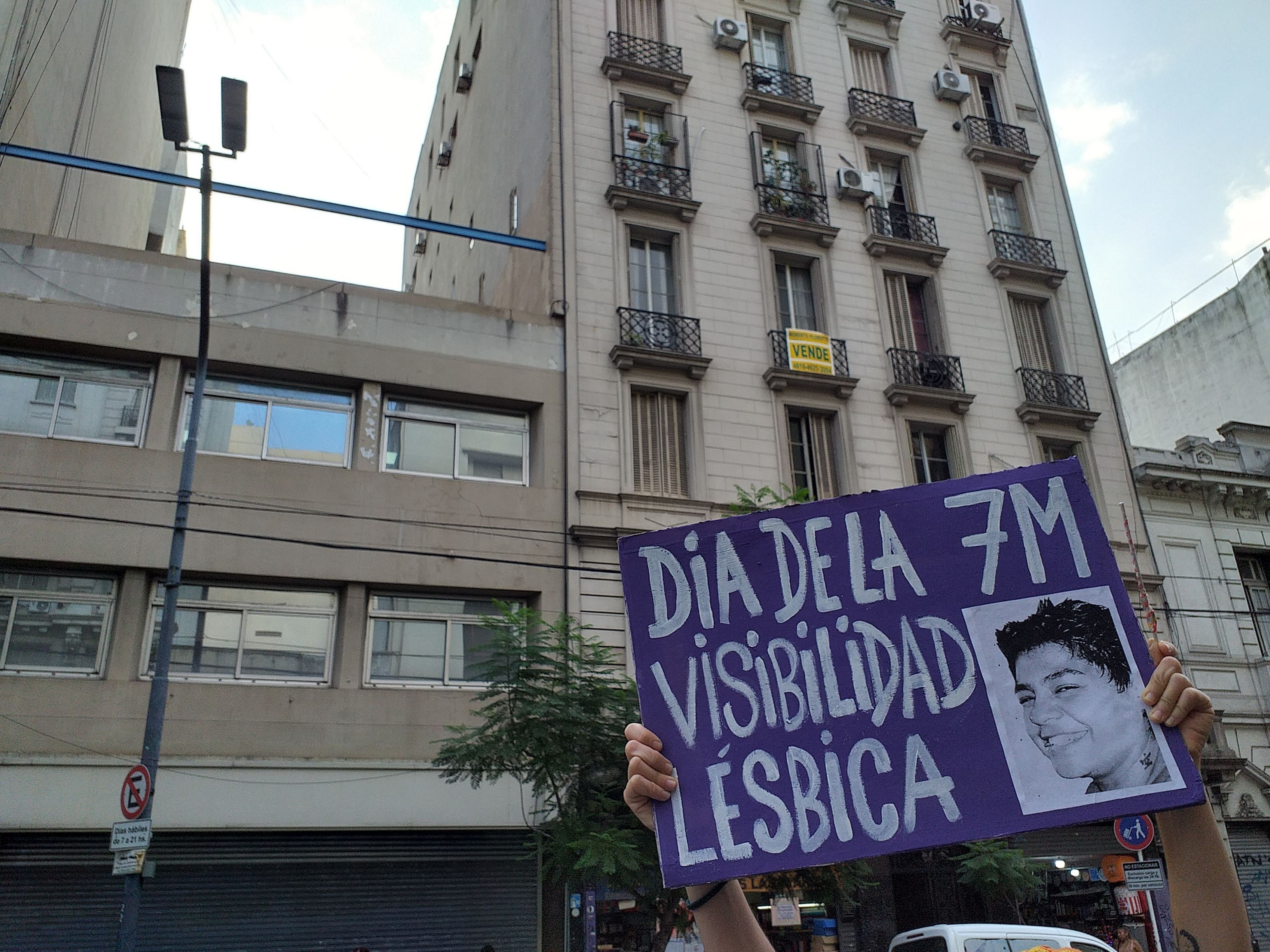
Visibilidade lésbica na Argentina, 2023.
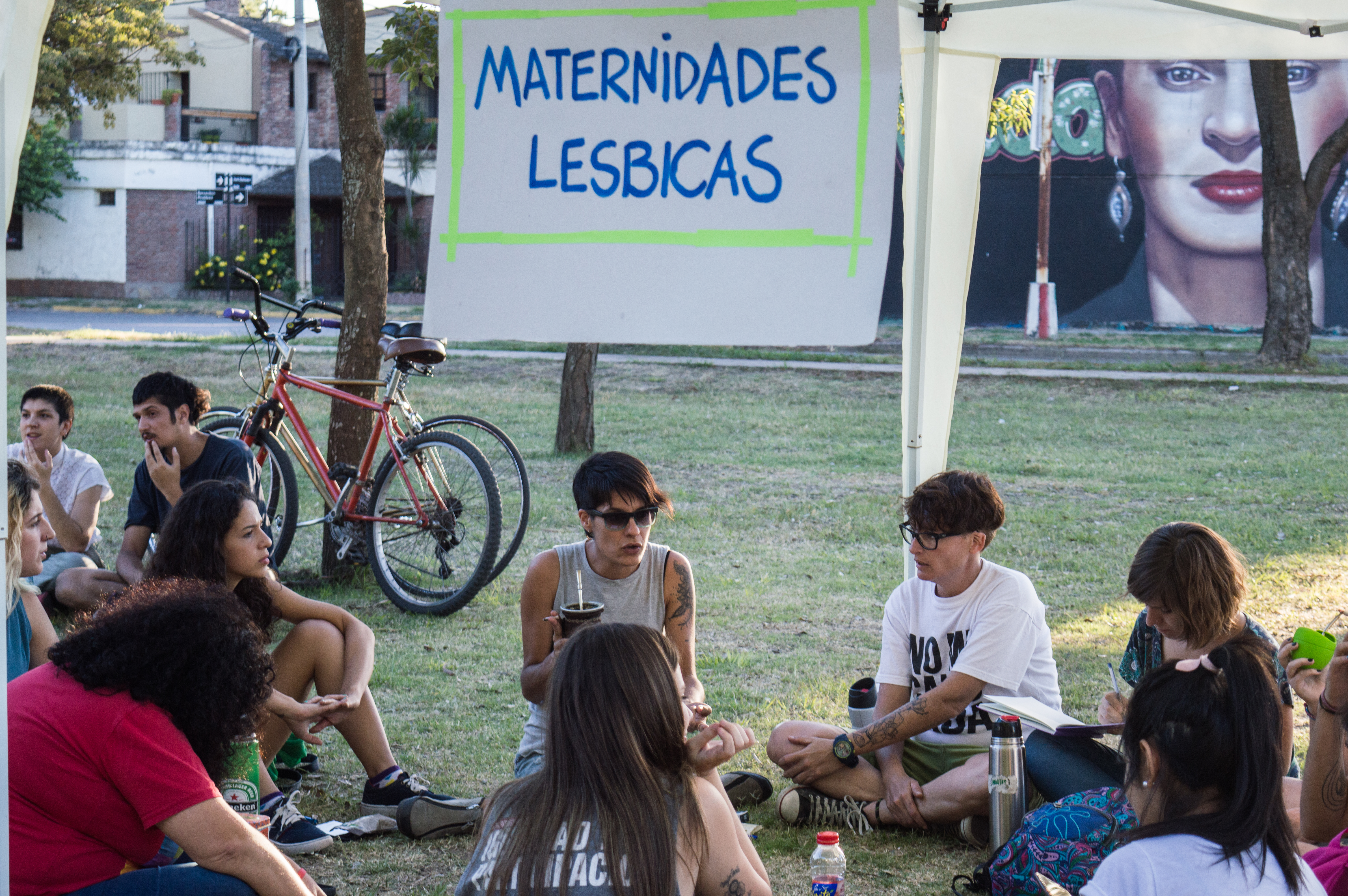
Visibilidade lésbica em Santa Fé.